# Ranulogong
Ranulogong is een bestuurslaag in het regentschap Lumajang van de provincie Oost-Java, Indonesië. Ranulogong telt 4187 inwoners (volkstelling 2010).